# Willy von Eschen
Willy von Eschen (ur. w 1902, zm. ?) – szwajcarski skeletonista, olimpijczyk.
Na zimowych igrzyskach olimpijskich wystartował raz; w 1928 roku w Sankt Moritz, wziął udział w skeletonie mężczyzn. Pierwszy przejazd ukończył w czasie 1:04,8 i był to szósty wynik wśród zawodników sklasyfikowanych. Szwajcar nie ukończył jednak drugiego przejazdu, przez co w łącznym zestawieniu nie był klasyfikowany.